# Mont Nlonako
Der Mont Nlonako (englisch Mount Nlonako), in der deutschen Kolonialzeit Nlonakogebirge genannt, ist ein Vulkan in einem zum Manengouba-Massiv gehörenden Ausläufer des Hochlands von Adamaua. Der Vulkan ist 1836 Meter hoch und liegt in der Region Littoral Kameruns.
Nördlich des Berges liegt die Stadt Nkongsamba. Im Osten und Südosten schließt sich das Gebiet des Mont Nlonako Wildlife Reserve an das Bergmassiv an, zu dem auch der Berg selbst gehört.
Der Mont Nlonako beherbergt 93 Amphibienarten, darunter den Goliathfrosch (Conraua goliath) und Arthroleptis nlonakoensis aus der Familie der Langfingerfrösche, dessen spezifischer Beiname nlonakensis sich auf den Berg bezieht, wo das erste Exemplar von Carl Ludwig Ledermann während seiner Expedition nach Kamerun im Jahr 1909 entdeckt wurde. Des Weiteren ist Vitex nlonakensis, eine Pflanzenart aus der Familie der Lippenblütler und der Gattung Vitex, am Berg endemisch.
Aufgrund des Mangels an Beschäftigungs- und Lebensunterhaltsmöglichkeiten betreiben die Einheimischen in und um das Gebiet des Mont Nlonako häufig Jagd und Wilderei.